# 오가치정
오가치정(雄勝町) 아키타현 오가치군에 존재했던 정이다. 오노노코마치가 탄생한 곳으로 아키타코마치는 이 곳에서 유래한 것이다.
2005년 3월 22일, 유자와시 및 오가치군 이나가와정·미나세촌과 합병하여 새로운 유자와시의 일부가 되었다.

## 역사
- 1955년 3월 22일 - 인나이정, 요코보리정, 아키노미야정과 합병해 오가치정이 되었다.
  - 7월 22일 - 오노촌을 편입하였다.
- 2005년 3월 22일 - 유자와시, 쇼와정, 미나세정과 합병해 새로운 유자와시의 일부가 되었다.

## 교통

### 철도
- 동일본 여객철도 오우 본선

### 도로
- 국도 13호선
- 국도 108호선